# 播磨八薬師霊場
播磨八薬師霊場（はりまはちやくしれいじょう）は、播磨国（兵庫県南西部）にある薬師霊場のこと。

## 霊場一覧
| 札所   | 山号   | 寺院名 | 読み         | 別名         | 所在地                               | 宗派           |
| ------ | ------ | ------ | ------------ | ------------ | ------------------------------------ | -------------- |
| 第一番 | 清冷山 | 薬師院 | やくしいん   | 牡丹の寺     | 〒674-0084 明石市魚住町西岡1636      | 高野山真言宗   |
| 第二番 | 日光山 | 常楽寺 | じょうらくじ | 躑躅の寺     | 〒675-1212 加古川市上荘町井ノ口158   | 高野山真言宗   |
| 第三番 | 鹿谷山 | 薬上寺 | やくじょうじ | 椿の寺       | 〒671-2101 姫路市夢前町山之内乙249-1 | 高野山真言宗   |
| 第四番 | 雲頂山 | 大善寺 | だいぜんじ   | 紫陽花の寺   | 〒679-2201 神崎郡福崎町大貫2411      | 東寺真言宗     |
| 第五番 | 医王山 | 東光寺 | とうこうじ   | 苔の寺       | 〒675-2456 加西市若井町1304          | 高野山真言宗   |
| 第六番 | 神谷山 | 禅瀧寺 | ぜんりゅうじ | 曼珠沙華の寺 | 〒673-1332 加東市栄枝72              | 高野山真言宗   |
| 第七番 | 畋川山 | 萬勝寺 | まんしょうじ | 南天の寺     | 〒675-1311 小野市万勝寺町548         | 真言宗大覚寺派 |
| 第八番 | 羽場山 | 宝寿院 | ほうじゅいん | 桜の寺       | 〒673-0433 三木市福井3丁目13-5       | 真言宗大覚寺派 |

## 御詠歌
- 第一番 薬師院 よろずよの 願いをかくる閼伽（あか）のてら るりのひかりに すくいもとめて
- 第二番 常楽寺 ちとせより 人をみちびきたまいける るりの如来（ほとけ）の おわすこのやま
- 第三番 薬上寺 うつつなる 夢前川（ゆめさきがわ）の 水上（みなかみ）に 薬師如来の み名をとなえむ
- 第四番 大善寺 雲頂（うんちょう）の み山に蜜花（みつげ） 咲き匂う 瑠璃の光の 大善（おおよし）の寺
- 第五番 東光寺 ありがたや るりのひかりに いおうざん よろずのねがい たすけたもうぞ
- 第六番 禅瀧寺 もろびとの 心をいやす 禅瀧寺 るりの光を 与えましませ
- 第七番 萬勝寺 ありがたや 山もちかひも 万勝寺 るりのみひかり とわにかがやく
- 第八番 宝寿院 なむやくし となうる人の 雲はれて 羽場（はば）のみ山に 月ぞかがやく